# Xylographus bostrichoides
Xylographus bostrichoides es una especie de coleóptero de la familia Ciidae.

## Distribución geográfica
Habita en el Paleártico.